# Сайрамський район
Сайра́мський район (каз. Сайрам ауданы, рос. Сайрамский район) — адміністративна одиниця у складі Туркестанської області Казахстану. Адміністративний центр — село Аксу.

## Історія
Згідно з постановою Уряду Казахстану № 1110 від 18 жовтня 2013 року 6 сільських округів (Бадамський, Жанаталапський, Жулдизький, Каратобинський, Сайрамський, Тассайський) та частина ще 3 (Акбулацький, Кайнарбулацький, Карасуський) загальною площею 554,61 км² були приєднані до міста Шимкент.

## Населення
Населення — 222652 особи (2021; 173640 у 2009, 136460 у 1999, 110836 у 1989).

## Склад
До складу району входять 11 сільських округів:
| Поселення                        | Площа, км² | Населення, осіб (1989) | Населення, осіб (1999) | Населення, осіб (2009) | Населення, осіб (2021) | Центр          | Населені пункти |
| -------------------------------- | ---------- | ---------------------- | ---------------------- | ---------------------- | ---------------------- | -------------- | --------------- |
| Акбулацький сільський округ      | 197,69     | 2550                   | 3091                   | 4020                   | 5765                   | Акбулак        | 1               |
| Аксукентський сільський округ    | 30,65      | 24897                  | 26457                  | 34564                  | 38286                  | Аксу           | 3               |
| Ариський сільський округ         | 40,82      | 4315                   | 5968                   | 7840                   | 10947                  | Кожакорган     | 2               |
| Жибек-Жолинський сільський округ | 67,77      | 3637                   | 4281                   | 5101                   | 5914                   | Машат          | 3               |
| Кайнарбулацький сільський округ  | 201,80     | 7563                   | 8971                   | 10259                  | 10289                  | Касимбек-датка | 8               |
| Карабулацький сільський округ    | 124,53     | 21406                  | 28669                  | 35301                  | 51568                  | Карабулак      | 1               |
| Карамуртський сільський округ    | 100,92     | 7465                   | 9619                   | 12694                  | 16659                  | Карамурт       | 2               |
| Карасуський сільський округ      | 133,47     | 10499                  | 12092                  | 15571                  | 24097                  | Карасу         | 8               |
| Колкентський сільський округ     | 98,06      | 9100                   | 12382                  | 16209                  | 21623                  | Колкент        | 8               |
| Кутариський сільський округ      | 54,68      | 3394                   | 4265                   | 5062                   | 5017                   | Кутарис        | 4               |
| Манкентський сільський округ     | 97,29      | 16010                  | 20665                  | 27019                  | 32487                  | Манкент        | 2               |

## Найбільші населені пункти
Населені пункти з чисельністю населення понад 3000 осіб:
| №  | Населений пункт | Населення, осіб (1989) | Населення, осіб (1999) | Населення, осіб (2009) | Населення, осіб (2021) |
| -- | --------------- | ---------------------- | ---------------------- | ---------------------- | ---------------------- |
| 1  | Карабулак       | 21406                  | 28669                  | 35301                  | 51568                  |
| 2  | Аксу            | 21896                  | 23620                  | 29541                  | 32896                  |
| 3  | Манкент         | 15104                  | 19137                  | 25058                  | 30135                  |
| 4  | Карасу          | 6704                   | 7432                   | 10294                  | 14119                  |
| 5  | Карамурт        | 6448                   | 8188                   | 10538                  | 14058                  |
| 6  | Колкент         | 3751                   | 5235                   | 7113                   | 10200                  |
| 7  | Кожакорган      | 1471                   | 4338                   | 5619                   | 7863                   |
| 8  | Акбулак         | 2550                   | 3091                   | 4020                   | 5765                   |
| 9  | Аксуабат        | 1887                   | 2663                   | 3572                   | 4778                   |
| 10 | Касимбек-датка  | 2815                   | 3788                   | 4342                   | 4584                   |
| 11 | Акбай           | 1232                   | 1676                   | 1870                   | 4203                   |
| 12 | Жибек-Жоли      | 2436                   | 2547                   | 3346                   | 4116                   |
| 13 | Нуржанкорган    | 2844                   | 1630                   | 2221                   | 3084                   |
| 14 | Косбулак        | 1271                   | 1749                   | 2247                   | 3019                   |